# Fortune Faded
Singles de Red Hot Chili Peppers
Universally Speaking
(2003) Dani California
(2006)
Fortune Faded est une chanson des Red Hot Chili Peppers. Elle est sortie en 2003, au même moment que leur album compilation Greatest Hits.
Deux versions différentes existent, la première contient « Fortune Faded » et deux autres chansons, « Eskimo » et « Bunker Hill », la deuxième comporte « Californication » et « Tuesday Night in Berlin », toutes deux remixées par Ekkehard Ehlers. La version originale de cette dernière chanson avait été jouée lors d'un concert à Berlin le mardi 19 août 2003.
La chanson « Fortune Faded » a été jouée pour la première fois en public lors de certains concerts des Red Hot en août 2001 en Europe, toutefois elle ne figure pas sur l'album By the Way, sorti en 2002.
L'album Live in Hyde Park, sorti en 2004, contient, lui, une version live de la chanson.